# Crazy Surfer

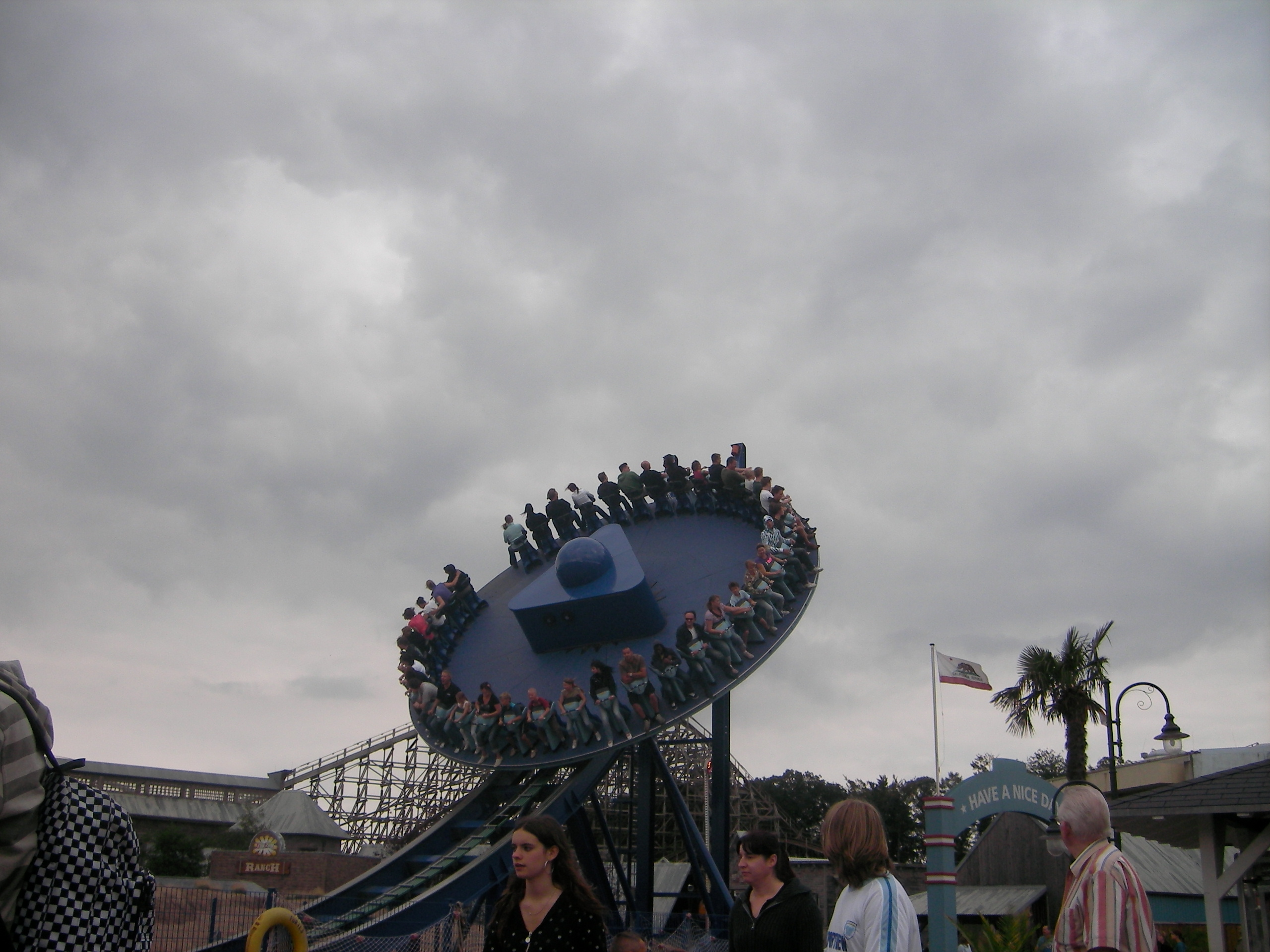
Wagen an einem der Enden der Strecke

Crazy Surfer ist ein stählerner Disk’O Coaster im Freizeitpark Movie Park Germany im Themenbereich Santa Monica Pier. Er wurde von Zamperla hergestellt und im Jahr 2007 fertiggestellt. Thematisch orientiert er sich an dem Surfen bzw. der Seefahrt auf Wellen im Meer. Crazy Surfer ist der erste Disk’O Coaster in Deutschland gewesen. Da die Bahn über eine sich in der Mitte des Wagens befinden Stromverbindung über die Schienen angetrieben wird, gehört die Bahn auch zu den Powered Coastern.

## Beschreibung

### Strecke und Fahrt
Die Bahn befindet sich an der Stelle des ehemaligen Intamin-Racing-Loopers Cop Car Chase im Themenbereich Santa Monica Pier.  Am Ende des Piers befindet sich der Stormy Cruise, eine vergleichsweise kleine Variante eines Disk’O Coasters. Die große Bahn ist 15 Meter hoch und 82 Meter lang und fährt mit einer Geschwindigkeit von 70 km/h.
Zum einen bewegt sich der scheibenförmige Wagen auf der Bahn entlang und wieder zurück. Dabei geht der Wagen am Anfang nach unten und fährt dann über eine große Welle und geht unten angekommen wieder nach oben, bis sich der Wagen wieder wendet. Zum anderen dreht sich der scheibenförmige Wagen um seine eigene Achse. Durch die Struktur wird eine Mischung aus Nervenkitzel und ruhiger Fahrt erzeugt und kurze Momente der Schwerelosigkeit (Airtime) sollen stattfinden. Am Ende haben die Fahrgäste das Gefühl nach außen geschleudert zu werden.  

### Wagen und Sicherheitsvorkehrungen
Die Mindestgröße zum Betreten des Fahrgeschäfts beträgt 120 cm mit Begleitung und 130 cm ohne Begleitung. Für Rollstuhlfahrer und Schwangere ist das Fahrgeschäft nicht geeignet. Die Fahrgäste setzen sich auf Jetski ähnliche Sitze auf dem Rand der Scheibe. Die Sichtrichtung ist dabei nach außen gerichtet. Ein Rückenbügel soll während der Fahrt für Sicherheit sorgen. Insgesamt passen bis zu 40 Personen auf die Scheibe.

## Trivia
An besonders warmen Tagen wird das linke Endstück des Crazy Surfer gekühlt. Hierfür sind die beiden Schläuche am oberen Ende links und rechts neben den Puffern.